# 나가노 FM 방송

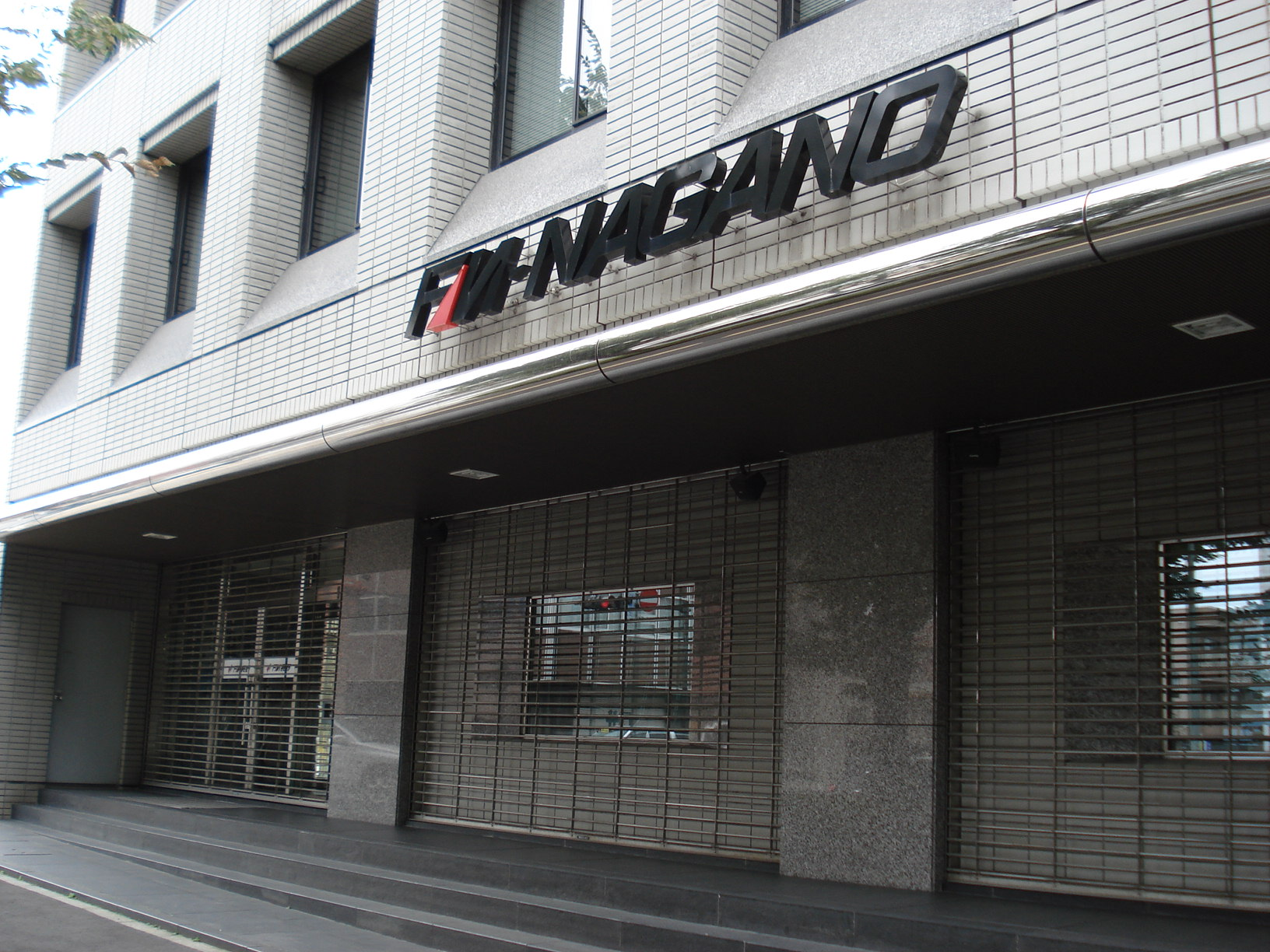
나가노 FM 방송

나가노 FM방송은 일본의 FM라디오 방송국으로 1988년 10월 1일 개국했으며 나가노현에서 방송을 실시하고 있다.
JFN에 가맹했으며 애칭은 FM나가노(FM長野), 콜사인은 JOZU-FM이며 마쓰모토시에 본사를 두고 있다.

## 연혁
- 1987년 11월 13일 회사 설립
- 1988년 10월 1일 개국
- 1995년 4월 1일 FM 문자다중방송 시작
- 2014년 3월 31일 FM 문자다중방송 종료

## 주파수
- 나가노 방송국(우쓰쿠시가하라):79.7MHz(출력:1Kw)
- 젠코우지 평야 중계국:83.3MHz(출력:100w)
- 마쓰모토 중계국:86.4MHz(출력:10w)
- 오카야·스와 중계국:81.8MHz(출력:50w)
- 코우메 중계국:88.3MHz(출력:100w)
- 이다 중계국:80.3MHz(출력:100w)
- 히지리 중계국:78.1MHz(출력:100w)
- 기소후쿠시마 중계국:81.5MHz(출력:10w)
- 이야마·노자와 중계국:81.8MHz(출력:30w)
- 오시카 중계국:81.8MHz(출력:1w)

## 보충서술
- 나가노현 전역을 방송구역으로 하는 방송국 중 유일하게 본사와 연주소가 마쓰모토시에 있다.[1]

## 나가노현에 있는 다른 텔레비전·라디오 방송국
- NHK 나가노 방송국
- 신에츠 방송(SBC)(TV는 도쿄 방송 계열, 라디오는 JRN·NRN 계열)
- 나가노 방송(NBS)(후지 TV 계열)
- TV 신슈(TSB)(니혼 TV 계열)
- 나가노 아사히 방송(abn)(TV 아사히 계열)